# Liberia en los Juegos Olímpicos de Roma 1960
Liberia estuvo representada en los Juegos Olímpicos de Roma 1960 por cuatro deportistas masculinos que compitieron en atletismo.
El equipo olímpico liberiano no obtuvo ninguna medalla en estos Juegos.